# Нелены
Нелены (укр. Нелени) — село,
Гриневский сельский совет,
Недригайловский район,
Сумская область,
Украина.
Код КОАТУУ — 5923580504. Население по переписи 2001 года составляло 21 человек .

## Географическое положение
Село Нелены находится недалеко от истоков реки Хусть.
На расстоянии в 0,5 км расположены сёла Акименки и Зеленая Диброва.